# Slalomvärldsmästerskapen i kanotsport 1989
Slalomvärldsmästerskapen i kanotsport 1989 anordnades i Savage River, USA. 

## Medaljsummering

### Medaljtabell
| Pl.    | Nation          | Guld | Silver | Brons | Totalt |
| ------ | --------------- | ---- | ------ | ----- | ------ |
| 1      | Frankrike       | 3    | 2      | 2     | 7      |
| 2      | USA             | 2    | 3      | 1     | 6      |
| 3      | Västtyskland    | 1    | 0      | 2     | 3      |
| 3      | Jugoslavien     | 1    | 0      | 2     | 3      |
| 5      | Storbritannien  | 1    | 0      | 0     | 1      |
| 6      | Tjeckoslovakien | 0    | 2      | 1     | 3      |
| 7      | Italien         | 0    | 1      | 0     | 1      |
| Totalt | Totalt          | 8    | 8      | 8     | 24     |

### Herrar
| Gren    | Guld                                                                                                   | Poäng  | Silver | Poäng  | Brons                                                                                                   | Poäng  |
| C-1     | Jon Lugbill (USA)                                                                                      | 205,04 | David Hearn (USA)                                                                                          | 217,01 | Thierry Humeau (FRA)                                                                                    | 226,52 |
| C-1 lag | USA Jon Lugbill David Hearn Jed Prentice                                                               | 242,50 | Frankrike Thierry Humeau Jacky Avril Thierry Lepeltier                                                     | 263,21 | Jugoslavien Borut Javornik Jože Vidmar Boštjan Žitnik                                                   | 288,80 |
| C-2     | Västtyskland Frank Hemmer Thomas Loose                                                                 | 237,55 | Tjeckoslovakien Jan Petříček Tomáš Petříček                                                                | 243,21 | Frankrike Emmanuel del Rey Thierry Saidi                                                                | 248,54 |
| C-2 lag | Frankrike Emmanuel del Rey & Thierry Saidi Michel Saidi & Jérôme Daval Gilles Lelievre & Jérôme Daille | 286,72 | Tjeckoslovakien Jiří Rohan & Miroslav Šimek Jan Petříček & Tomáš Petříček Miroslav Hajdučík & Milan Kučera | 297,76 | Västtyskland Frank Hemmer & Thomas Loose Frank Becker & Martin Fröhlke Stephan Bittner & Volker Nerlich | 333,52 |
| K-1     | Richard Fox (GBR)                                                                                      | 198,61 | Gilles Clouzeau (FRA)                                                                                      | 203,28 | Jernej Abramič (YUG)                                                                                    | 203,39 |
| K-1 lag | Jugoslavien Jernej Abramič Marjan Štrukelj Albin Čižman                                                | 228,05 | Italien Marco Caldera Pierpaolo Ferrazzi Ettore Ivaldi                                                     | 232,77 | Västtyskland Michael Seibert Thomas Hilger Martin Hemmer                                                | 238,28 |

### Damer
| Gren    | Guld                                                                  | Poäng  | Silver                                      | Poäng  | Brons                                                                      | Poäng  |
| K-1     | Myriam Jerusalmi (FRA)                                                | 234,80 | Dana Chladek (USA)                          | 238,98 | Cathy Hearn (USA)                                                          | 244,20 |
| K-1 lag | Frankrike Myriam Jerusalmi Marie-Françoise Grange-Prigent Anne Boixel | 271,67 | USA Dana Chladek Cathy Hearn Jennifer Stone | 292,54 | Tjeckoslovakien Zdenka Grossmannová Štěpánka Hilgertová Marcela Hilgertová | 327,70 |